# 松巌寺
松巌寺（しょうがんじ、松巖寺）は、長野県長野市鬼無里にある曹洞宗の寺院。山号は凌雲山、古くは鬼立山地蔵院。鬼女・紅葉の菩提寺であり、庫院には守護仏の地蔵菩薩が祀られている。

## 概要
伝説では、平安時代の安和2年（969年）に平維茂によって紅葉が討たれた後に紅葉の拝んでいた地蔵菩薩像を祀ったのが、当寺の前身である鬼立山地蔵院とされる。その後、江戸時代の元和元年（1615年）に安曇郡の青原寺から松巌芳祝が来て開祖となり、戸隠山顕光寺の影響を受けていた名残の真言宗から曹洞宗に改宗し、釈迦牟尼仏が祀られた戸隠山顕光寺や修験道の影響下にあったと考えられる。この頃の空海作という地蔵菩薩像・毘沙門天像は明和3年（1766年）に通方が位牌堂に安置し、地蔵菩薩像は現在でも位牌堂に残されている。松巌芳祝は鬼無里村の松本家出身であり、旧戸隠村にあり同じく紅葉伝説が残る大昌寺も創開しており、当寺寺紋の三階松は建立の際に外護援助に当たった松本家の3つの一族（現正光家・静雄家・道雄家）を表しているという。
第3世・独室演永は高府村（現在の小川村）の明松寺から来て同寺末とし、伽藍と維持の法を整え、中興の開山となった。また山号を凌雲山へと改めたとされるが、異伝として明和9年（1767年）には長雨の影響で村民が困窮したため第8世・法如が改めたとされる。伽藍は松巌寺創開から10年後の寛永2年（1625年）に地蔵院跡地に観音堂が建てられたのを初めとして、本堂が享保15年（1730年）、庫裡が宝暦8年（1758年）、経堂が寛政7年（1795年）に設けられた。寛政元年（1789年）の戒会には松代の長国寺の住職である千丈実巌が戒師として招かれ、彼の著書『幽谷余韻』には「鬼無里行紀」の詩文が記載されている。
明治維新後の明治6年（1873年）には学校（現在の鬼無里小学校）が、同18年（1885年）には役場が伽藍の一部を仮用して置かれた。同25年（1892年）6月3日には本堂と庫裡を焼失し、学校と役場が寺裏の台地に新築された。伽籃は同36年（1903年）に本堂が再興したものの、庫院は仮設のものが70年間使用されて、昭和48年（1973年）に改築された。
旧鬼無里村内の大明山正福寺は慶長年間の復興開山以降は当寺末となり、旧妻科村の虫倉山善松寺も明治11年（1878年）に当寺14世・得秀が末寺としている。
木曽義仲の守護仏を祀る土倉文珠堂（長野県長野市鬼無里16566-ロ）と山角観音堂（長野市鬼無里山角）も当寺の管轄である。
境内には和算家・寺島宗伴の五輪塔と川端康成の文学碑がある。

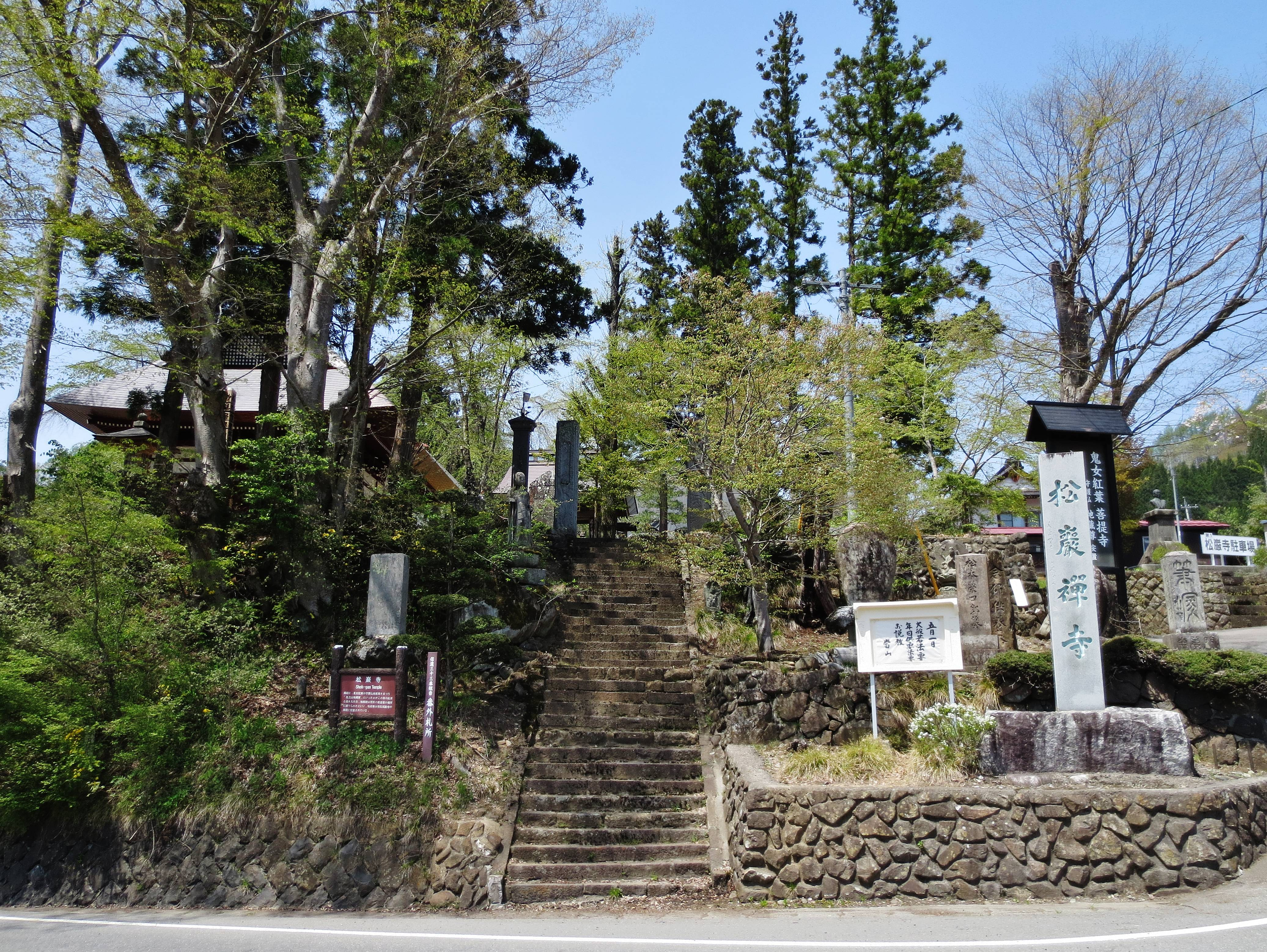
寺院入口
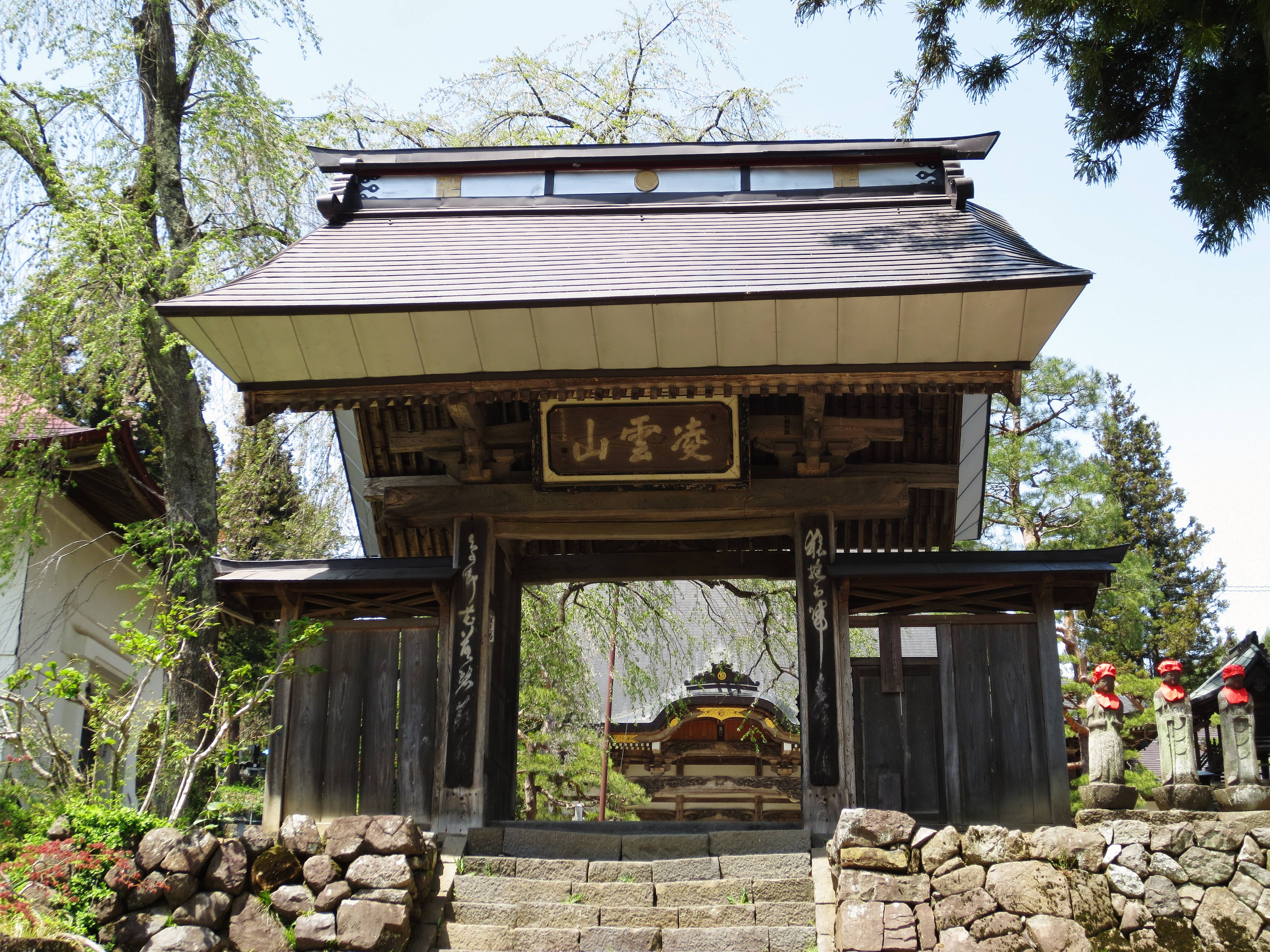
山門
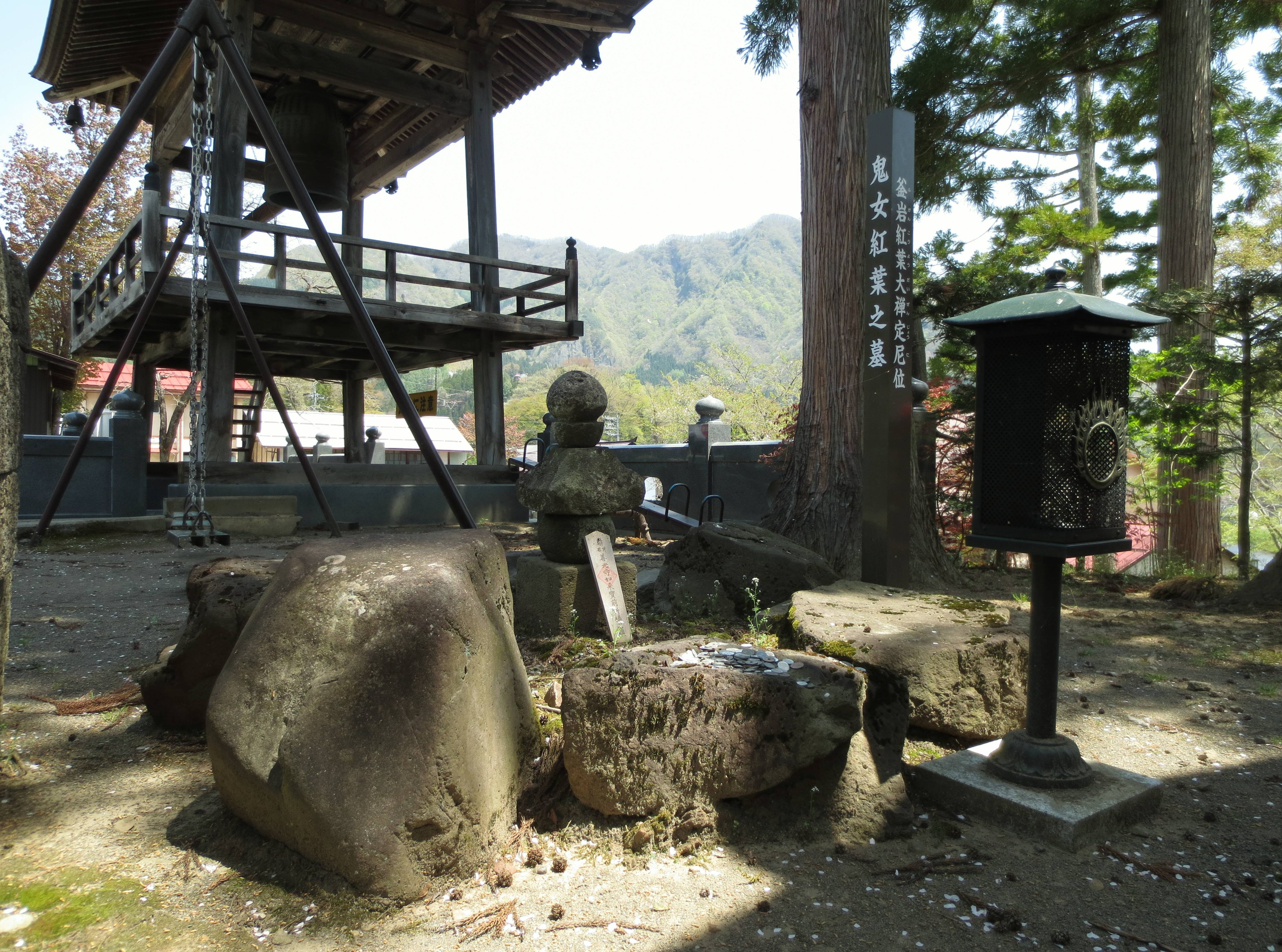
鬼女紅葉の墓
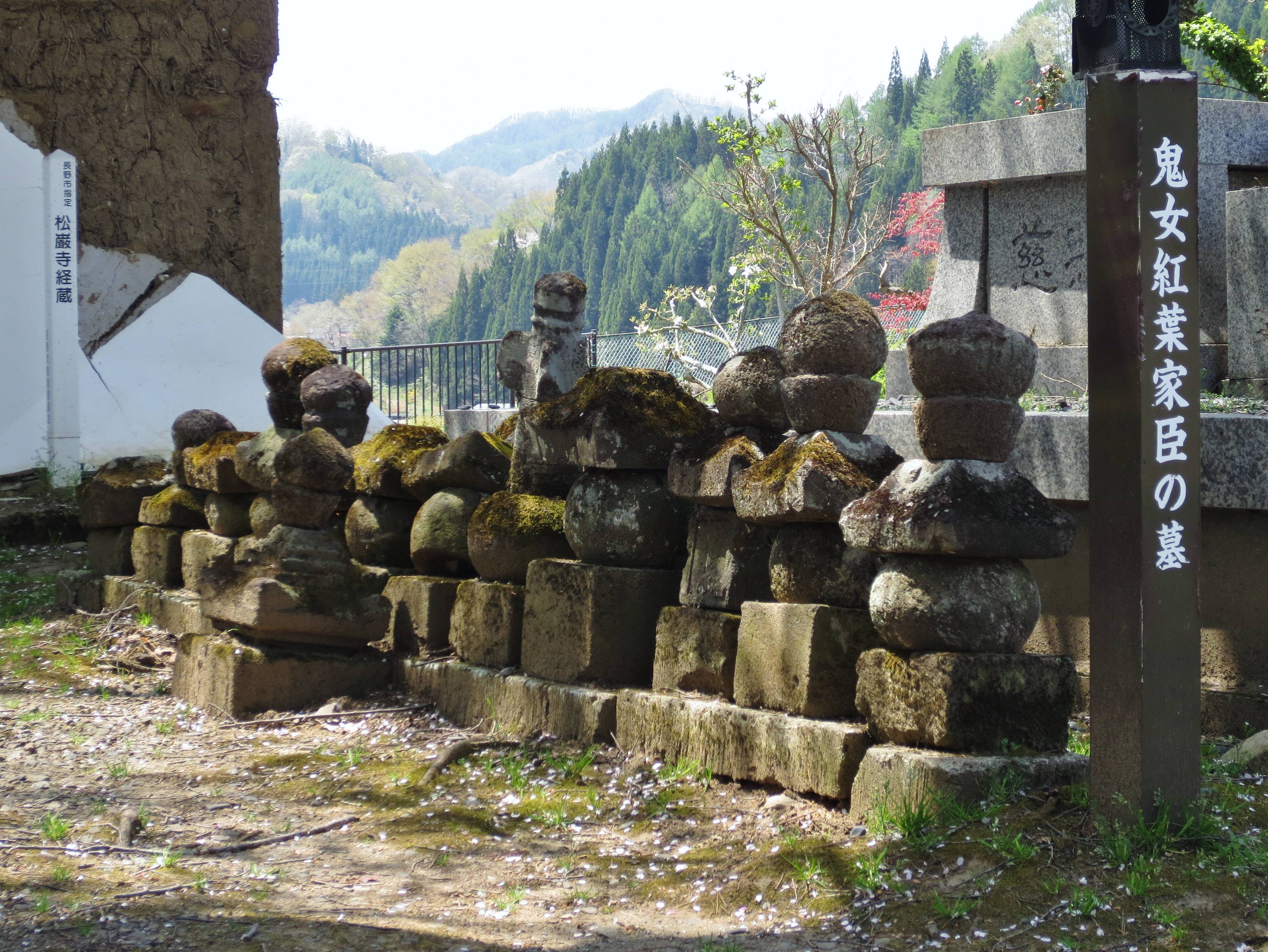
鬼女紅葉家臣の墓
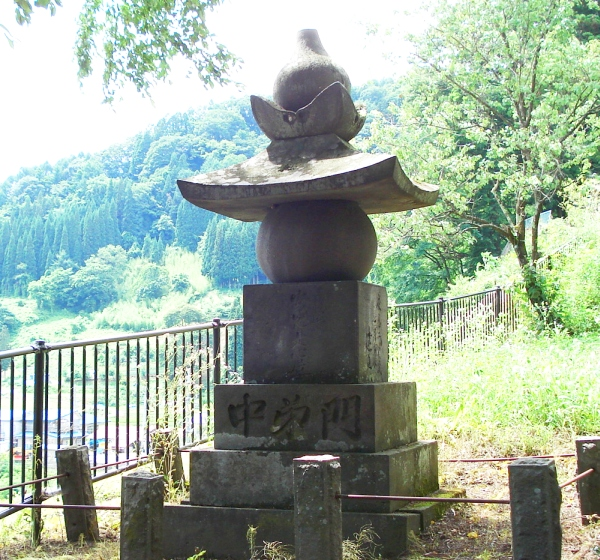
寺島宗伴の五輪塔

## 文化財

### 長野市指定有形文化財
- 松巖寺観音堂算額（2005年〈平成17年〉1月1日指定[10]）
- 松巖寺経蔵（2005年〈平成17年〉1月1日指定[11]）
- 松巖寺観音堂（2005年〈平成17年〉1月1日指定[12]）
- 松巖寺鎮守堂（2005年〈平成17年〉1月1日指定[13]）

## 歴代住職
- 松嚴芳祝（鬼無里村の松本氏出身）
- 独州契尊
- 独室演永
- 海含雲橋
- 鉄窓不寒
- 徳巌良薫（竹生村の大日方氏出身）
- 虎関大閃（上野村の大日方氏出身）
- 嚕山法如（栃原村今井の松沢氏出身）
- 直津契如（泉平村出身）
- 大定可山（畑山村出身）
- 祖巌天如（鬼無里村東京の北沢氏出身）
- 秀外天明（越後国村上の中村氏出身）
- 佛山本光（日影村七ツ室の小林氏出身）
- 天外得秀（鬼無里村東京の北沢氏出身）
- 法運天龍（越後国蒲原郡葛塚出身）
- 為得秀天（更級郡中氷鉋村の青木氏出身）
- 得応為準（北小川村成就の松本氏出身）
- 秀萼条天（更級郡稲里村の清水氏出身）
- 法為得鱗（更級郡川中島村北原の堀内氏出身）
- 大安秀明
- 天山総明